# Josh Booth
Joshua "Josh" Booth (Melbourne, 9 de outubro de 1990) é um remador australiano, medalhista olímpico.

## Carreira
Booth competiu nos Jogos Olímpicos de 2012 e 2016. Em Londres integrou a equipe da Austrália do oito com que finalizou em sexto lugar. Quatro anos depois conquistou a medalha de prata com a equipe do quatro sem, no Rio de Janeiro.